# Vier zonen van Horus

Vier zonen van Horus (van links):
Amset, Doeamoetef, Hapy, Kebehsenoef

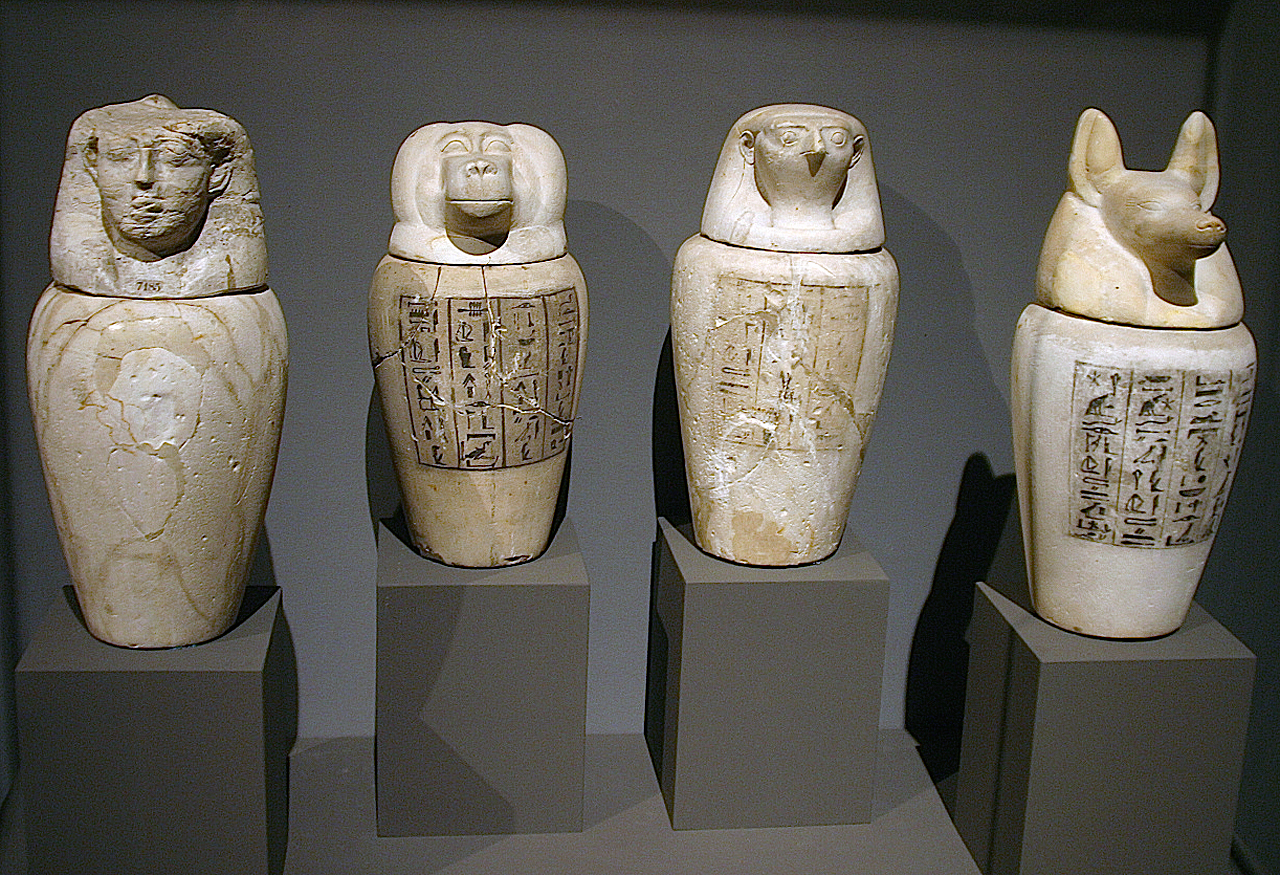
Vier zonen van Horus op canopen

De vier zonen van Horus zijn Amset, Doeamoetef, Hapy en Kebehsenoef. Ze speelden een belangrijke rol in de dodencultus van het Oude Egypte. Voor het overleven van de ziel moest in het Oude Egypte het lichaam intact kunnen blijven. Daarom moesten ze het lichaam kunnen laten conserveren. De mummificatie hield in dat bepaalde organen uit het lichaam van de overledene moesten worden gehaald. Hierdoor zou het rottingsproces veel trager gaan.
Herodotus beschrijft hoe de zijkant van de buik opengesneden werd en de ingewanden eruitgehaald. Niet alle ingewanden werden bewaard, maar volgens de traditie werden er vier gestopt in een canope. Deze vier werden telkens beschermd door een zoon van Horus en een godin.
| zoon Horus  | kop     | godin    | orgaan | windrichting |
| ----------- | ------- | -------- | ------ | ------------ |
| Amset       | man     | Isis     | lever  | zuid         |
| Doeamoetef  | jakhals | Neith    | maag   | oost         |
| Hapy        | baviaan | Nephthys | longen | noord        |
| Kebehsenoef | havik   | Selket   | darmen | west         |

Aker · Amaoenet · Ammit · Amenhotep, zoon van Hapoe · Amon · Amon-Re · Amset · Anat · Andjeti · Anhoer · Anubis · Anoeket · Apedemak · Apepi · Apis · Arensnuphis · Astarte · Atoem · Aton · Baäl · Baälat · Bat · Banebdjedet · Bastet · Benben · Benoe · Bes · Buchis · Chentiamentioe · Chepri · Chons · Doeamoetef · Geb · Hapy (Nijlgod) · Hapy (zoon van Horus) · Harmachis · Harpocrates · Hathor · Hatmehyt · Heh en Hehet · Heka · Heket · Herisjef · Hesat · Horus · Hoe · Iaret · Imhotep · Ishtar · Isis · Isis-Sothis · Kebehsenoef · Kek · Chnoem · Maät · Mandulis · Mentoe · Meretseger · Mesechenet · Min · Miysis · Mnevis · Moet · Naoenet · Nechbet · Nechen en Pe · Nefertem · Neith · Nennoe · Nephthys · Noen · Noet · Osiris · Pachet · Ptah · Qetesh · Ra · Renenoetet · Renpit · Resjef · Satet · Sechmet · Selket · Serapis · Sesjat · Seth · Sjoe · Sobek · Sokaris · Sopdet · Ta-Bitjet · Tabh · Tatenen · Taweret · Tefnoet · Thoth · Wadjet · Wepwawet · Werethekaoe ·